# Evergestis desertalis
Evergestis desertalis is een vlinder uit de familie grasmotten (Crambidae). De wetenschappelijke naam is voor het eerst gepubliceerd in 1813 door Jacob Hübner.
De soort komt voor in Zuid-Europa, delen van Europees-Rusland, Turkije, Armenië, Iran, Israël, Saoedi-Arabië, de Verenigde Arabische Emiraten, Oman, Afghanistan, Canarische Eilanden, Algerije, Egypte en de Westelijke Sahara.